# تجمع بدو رحل (نعمان)

تعديل مصدري - تعديل

تجمع بدو رحل هي إحدى قرى عزلة الرحبة بمديرية نعمان التابعة لمحافظة البيضاء، بلغ تعداد سكانها 83 نسمة حسب تعداد اليمن لعام 2004.